# Salomon Alberti

Salomon Alberti nach einer Radierung

Salomon Alberti auch: Albertus, Albert, (* 30. September 1540 in Naumburg (Saale); † 28. März 1600 in Dresden) war ein deutscher Mediziner.

## Leben
Salomon Alberti wurde am 30. September 1540 in Naumburg (Saale) geboren. 1541 übersiedelte er mit seinen Eltern nach Nürnberg, wo sein Vater Johann Alberti eine Position als Baumeister, eine besondere Ratsposition mit der Zuständigkeit für öffentliche Gebäude, antrat. Doch schon ein Jahr nach dem Umzug verstarb der Vater. Die Mutter Dorothea (geb. Kölbel, * Naumburg, † 21. August 1588 in Wittenberg) verfügte nicht über genügend finanzielle Mittel; deshalb nahm sich der Rat der Stadt Nürnberg des Jungen an, sorgte für seinen Unterhalt und eine solide Schulausbildung.
Im Jahr 1560 ermöglichte ihm die Stadt Nürnberg die Aufnahme eines Medizinstudiums an der Universität Wittenberg. Dort erlangte er 1564 den akademischen Grad eines Magisters der freien Künste, wurde 1574 in die philosophische Fakultät der Wittenberger Hochschule aufgenommen, wurde er 1575 Professor der Physik und zwei Jahre später 1577 Professor der Anatomie. Mit dieser Aufgabe war er 17 Jahre lang betraut. Als Dekan der Artistenfakultät graduierte er 1577 Hieronymus Klein (1553–1594), den Sohn des Leibarztes Balthasar Klein, zum Magister. Ab 1592 wurde Alberti Leibarzt des Herzogs Friedrich Wilhelm in Dresden. Gleichzeitig war er in Kooperation mit den anderen Leibärzten zuständig für die Kurfürstinwitwe und die Prinzen und Prinzessinnen.
Alberti, ein Schüler von Caspar Peucer, gehörte zu jenen deutschen Ärzten, die die von Andreas Vesalius begonnene Erneuerung der Anatomie fortsetzten. Durch Einzeluntersuchungen stand er in Fachkreisen in hohem Ansehen. So beschäftigte er sich ausgiebig mit den Venenklappen, über die bereits der italienische Anatom Girolamo Fabrizio geschrieben hatte. Weiterhin veröffentlichte Alberti Erkenntnisse über den menschlichen Tränenapparat und verfasste ein Lehrbuch der Anatomie, das mehrere Auflagen erreichte. Er war auch ein guter lateinischer Dichter.
Salomon Alberti verbrachte seine letzten Lebensjahre am kurfürstlichen Hof in Dresden. Dort verstarb er am 28. März 1600. Salomon Alberti war zwei Mal verheiratet. Seine erste Ehe schloss er am 3. Februar 1568 mit Ursula Bauer (* 1545, † 24. Februar 1593 in Wittenberg), der Tochter des Georg Bauer. In zweiter Ehe heiratete er 1594 Magdalena Kentmann, die Witwe des Wittenberger Medizinprofessors Franziskus Faber, Sohn des Arztes in Freiberg Anton Faber (1505–1575). Zwei Söhne und eine Tochter überlebten den Vater.
Von den Kindern kennt man:
- Salomo Alberti I (~ 7. November 1568 in Wittenberg; † 25. September 1570 ebd.)
- Paul Alberti (~ 13. Juni 1570 in Wittenberg; † 1599). Er wurde als Arzt promoviert.[1]
- Salomo Alberti II (~ 17. Januar 1572 in Wittenberg; † 2. August 1574 ebd.)
- Christian Alberti (~ 20. Mai 1574 in Wittenberg)
- Magdalene Alberti (* 2. Oktober 1581 in Wittenberg, ~ 6. Oktober 1581 in Wittenberg; † 2. Oktober 1603 in Berlin) ⚭ 1600 in Berlin mit dem Dr. med. Johann Georg Magnus (* Augsburg; † 1637 in Berlin)

In der Wittenberger Stadtkirche befindet sich ein Epitaph für die verstorbenen Söhne, die erste Frau und die Mutter von Salomon Alberti. An seinem einstigen Wohnhaus in der Juristenstrasse 9 in Wittenberg befindet sich eine Gedenktafel.

## Werke
Alberti machte eine Reihe anatomischer Entdeckungen und ist auch als Verfasser des Pestregiments, einer Apothekertaxe, sowie als Herausgeber von drei Auflagen der Paraphrasen zum Liber nomus des Rhazes bekannt geworden.
- De lacrimis. Wittenberg 1583. (Digitalisat)
- Historia plerarumque partium corporis humani. Wittenberg 1583. (Digitalisat)
- Galenus: De ossibus ad tyrones. Wittenberg 1579.
- Galeno asscriptus Graecus liber de urinis. Crato, Wittenberg 1586.